# Notariat
Notariat – instytucja pomocy prawnej, która ma na celu zapewnienie bezpieczeństwa obrotu prawnego i jego zgodności z obowiązującym prawem. Notariusze dokonują czynności notarialnych w sprawach prawnych, którym strony są obowiązane lub pragną nadać formę notarialną, m.in. sporządzają akty prawne, są świadkami składania podpisów i sporządzania dokumentów. Forma notariatu opartego na 2. modelach: łacińskim i anglosaskim, jest różnorodna w różnych państwach.